# دیوردی زالا
دیوردی زالا (مجاری: György Zala؛ زادهٔ ۱۹ ژانویهٔ ۱۹۶۹) قایقران کانو اهل مجارستان است.